# Motion de censure
Pour les articles homonymes, voir Censure (homonymie).
La motion de censure est le principal moyen dont dispose un parlement pour montrer sa désapprobation envers la politique du gouvernement et le forcer à démissionner, autrement dit pour témoigner de sa défiance envers le gouvernement en place. Elle doit être souvent présentée par une fraction précise de députés (souvent au moins un dixième) et adoptée à la majorité absolue des membres constituant la chambre (certains pays prévoient même les deux tiers des voix pour des raisons de stabilité des gouvernements).
Dans certains pays, le système est dit de « motion de censure constructive » : la motion doit prévoir le nom d'un remplaçant au chef du gouvernement renversé. C'est le cas de l'Allemagne (article 67 de la Loi fondamentale, 1949), de l'Arménie, de la Belgique, de l'Espagne (article 113 de la Constitution espagnole, 1978), de la Pologne et de la Tunisie.
La motion de censure s’applique aussi bien au sein de régimes semi-présidentiels, comme celui de la France, que de régimes parlementaires comme au Royaume-Uni.
D'autres pays, comme le Canada, prévoient le principe de la « double censure » : l'adoption d'une motion de censure entraîne la dissolution de la chambre, ce qui peut freiner les ardeurs de certains députés.
Cependant, la logique veut que la censure au gouvernement entraîne des élections anticipées, la crise entre l'exécutif et le législatif ne pouvant être tranchée que par les électeurs.

## Un outil des systèmes parlementaires
Dans un régime parlementaire, le parlement joue un rôle essentiel de contrôle du gouvernement (outre ses attributions classiques d’élaboration de la loi et de vote du budget). Ce contrôle peut conduire à la remise en cause du gouvernement et de sa politique, dans le cadre de la mise en jeu de la responsabilité ministérielle selon différentes techniques (dont la motion de censure).
Le droit de remettre en cause la responsabilité du gouvernement est souvent le fait de la seule chambre basse (Ve République française, Espagne, Allemagne) mais est parfois confié aux deux chambres (Italie, IIIe République française).

## France

### Assemblée nationale

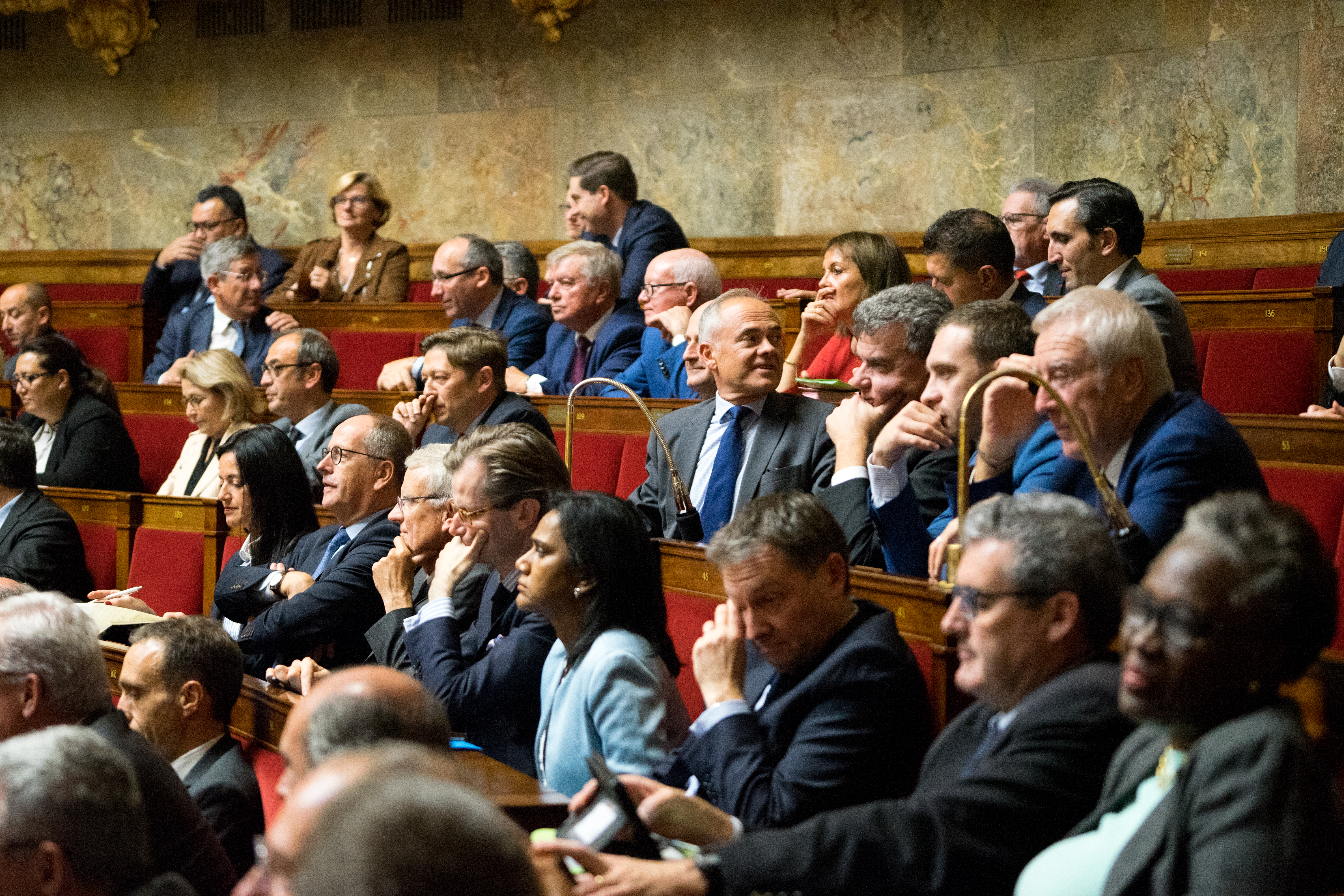
Hémicycle de l’Assemblée nationale en 2018.

#### Troisième République
Durant la IIIe République, il n'existait pas de procédure formelle de censure, mais une procédure dite d'interpellation, très peu encadrée par les lois constitutionnelles de 1875. N'importe quel parlementaire, député ou sénateur, pouvait interpeller n'importe quel membre du gouvernement à n'importe quel moment des débats parlementaires, provoquant immédiatement un débat débouchant sur un vote. Le gouvernement n'était pas obligé de démissionner à l'issue de ce vote, mais, dans les faits, un vote négatif était un désaveu politique, ce qui signifiait par la suite l'impossibilité d'obtenir l'adoption des textes qu'il portait et donc l'impossibilité de gouverner.
Cependant, contrairement à l'idée reçue, bien souvent, la démission du gouvernement ne signifiait pas un changement de cap majeur : il était fréquent qu'un ministre traverse plusieurs gouvernements d'affilée, voire que le président du Conseil cède sa place à un autre membre du gouvernement, sans pour autant quitter le gouvernement, une caractéristique qui se retrouvera sous la IVe République.
En outre, si les lois constitutionnelles de 1875 prévoient bien un droit de dissolution afin de contrer une censure, d'une part, la dissolution est aux mains du président de la République et non du gouvernement, et d'autre part, elle devient de facto inutilisable à partir de la crise du 16 mai 1877 et la Constitution Grévy, déséquilibrant durablement la logique parlementaire du régime.

#### Quatrième République
Sous la IVe République, une procédure formalisée est mise en place pour procéder à la censure d'un gouvernement, afin de tenter de limiter l'instabilité ministérielle :
- le gouvernement n'est plus responsable que devant les députés (conséquence logique du fait qu'il n'existe pas de pouvoir de dissolution du Sénat) ;
- la censure ne passe plus par l'interpellation d'un ministre, mais par le dépôt d'une motion de censure (qui peut cependant toujours être déposée par un député seul) à l'encontre de l'ensemble du gouvernement ;
- cette motion ne donne pas lieu à un débat immédiatement, mais 24 heures plus tard, afin de permettre une concertation des groupes politiques et d'inciter à limiter le recours aux motions de censure, qui ralentissent bien plus le travail législatif que l'interpellation sous la IIIe République.
- la motion doit être adoptée à la majorité absolue des membres de l'Assemblée nationale (et non à la majorité des voix exprimées). La Constitution fait cependant l'erreur de conserver le décompte des voix des absents et des abstentions, ce qui permet d'obtenir un résultat où il y a eu plus de votes pour la censure que de votes contre, sans pour autant atteindre la majorité absolue (on parle alors de « vote calibré ») : le gouvernement est politiquement désavoué, mais la censure, au sens formel du terme, n'est pas atteinte, et la démission quasi systématique du gouvernement qui s'ensuit n'est pas comptabilisée comme une « crise ministérielle » permettant de s'approcher de la dissolution.
- Enfin, la dissolution n’est plus taboue : elle est explicitement prévue comme un mécanisme fait pour jouer lorsque nécessaire. Cependant, la difficulté technique évoquée ci-dessus sur la manière de comptabiliser les « crises ministérielles » au sens où l'entend la Constitution (voir aussi Dissolution parlementaire (France)) entraîne une inutilité de fait du mécanisme de dissolution, puisqu'elle n'est plus à la main du seul président de la république  mais aussi au choix de l'Assemblée nationale, déséquilibrant là aussi la logique parlementaire du régime.

Les projets de révisions constitutionnelles de Félix Gaillard et de Pierre Pflimlin, avortés, prévoyaient chacun à leur manière des mécanismes afin de mettre fin à l'instabilité.
- Projet Gaillard :
  - engagement de la responsabilité du gouvernement sur un texte (qui sera repris sous la forme de l'article 49 alinéa 3 de la Constitution de la Ve République) ;
  - obligation de venir voter soit pour la motion de confiance demandée par le gouvernement, soit pour la motion de défiance qui lui fait face, sans abstention possible (sous peine de déchéance du mandat), afin de mettre fin à la pratique du vote calibré ;
  - et droit de dissolution largement facilité pour le gouvernement.
- Projet Pflimlin :
  - prise en compte de la démission du gouvernement comme « crise ministérielle » ;
  - et motion de censure constructive.

#### Cinquième République
La Constitution de 1958, dans son article 49 encadre un peu plus les conditions de dépôt et de vote d'une motion de censure dans le but d'assurer la stabilité gouvernementale :
- elle ne peut plus être déposée par un député seul, mais par un dixième des membres de l'Assemblée nationale (ce qui, en 2024, signifie 58 députés minimum lorsqu'aucun siège n'est vacant) ;
- chaque député ne peut plus signer (hors motions de censures déposées en réponse à un engagement de la responsabilité du gouvernement sur le vote d'un texte) que trois motions de censure par session parlementaire ordinaire, et une par session extraordinaire ;
- le délai entre dépôt et vote de la motion est augmenté de 24 à 48 heures ;
- enfin et surtout, afin d'éviter la pratique du vote calibré expliquée ci-dessus, seules les voix favorables à la censure sont recensées. Ainsi, les non-votants et les abstentions deviennent équivalents à des voix contre la censure : dans les faits, ne viennent voter que les députés souhaitant la censure.

Par ailleurs, le droit de dissolution est rendu inconditionnel. Cependant, il est attribué au président de la République et non au Premier ministre, ce qui aboutit non pas à un régime parlementaire, mais à un régime semi-présidentiel.

## Royaume-Uni
Si le chef d'État est irresponsable, le cabinet ministériel, lui, est solidairement responsable devant la Chambre des communes. Celle-ci peut le renverser en votant une motion de censure (motion of no confidence), en refusant de voter l’adresse royale (lors de la Cérémonie d'ouverture du Parlement du Royaume-Uni ou en rejetant le budget).
En Grande-Bretagne, le Premier ministre détient une double légitimité car il est à la fois le chef du gouvernement (légitimité constitutionnelle) ainsi que le chef du parti majoritaire (légitimité politique). Il est issu de la majorité parlementaire élue durant les élections législatives. Pour cela, le Premier ministre britannique doit détenir une majorité parlementaire forte tout au long de son mandat (5 ans) qui est censée garantir une stabilité politique entre le gouvernement et la Chambres des communes.
Selon le système de Westminster en vigueur au Royaume-Uni, le gouvernement est responsable devant la Chambre des communes, ce qui signifie que le Premier ministre ne peut se maintenir au pouvoir s'il n'y dispose pas d'une majorité.
Si le gouvernement perd la confiance de la Chambre des communes, celle-ci dispose de deux mécanismes de révocation : elle peut refuser une motion de confiance de la part du gouvernement ou bien procéder à une motion de défiance.
Entre 1911 et 2011, le Premier ministre opérait une dissolution de la Chambre des communes avant la fin du mandat parlementaire s’il le souhaitait. Cela lui permettait de renouveler sa majorité ainsi de choisir le thèmes des prochaines élections. Ainsi, cette forme de dissolution était une véritable stratégie électorale.
Mais en 2011, David Cameron reforme radicalement le droit de dissolution avec le Fix Term Parliament act : le Premier ministre ne peut plus dissoudre avant la fin du mandat parlementaire. La dissolution n’est possible que dans deux cas :

### Auto-dissolution
La Chambre des communes décide elle-même de sa dissolution grâce au vote d’une résolution à la majorité des 2/3 de ses membres.

### Dissolution automatique
La dissolution fait suite à l’adoption par la Chambre des communes d’une motion de censure contre le gouvernement et à son incapacité de voter la confiance à un autre gouvernement dans un intervalle de 14 jours.
Lorsque la Chambre des communes prononce une motion de censure contre le gouvernement, elle doit nommer un nouveau chef de gouvernement dans un délai de 14 jours. Dans le cas contraire, elle devrait subir une « dissolution automatique » qui mènerait à de nouvelles élections législatives.

### Exemples
Le vote d'une motion de défiance n'entraîne aucune démission immédiate mais, par convention, le Premier ministre demande une dissolution rapide du Parlement et des élections générales. Si le Premier ministre se refuse à demander une dissolution, le Souverain a, en théorie, toute latitude pour dissoudre le Parlement de son propre chef ou pour démettre le gouvernement. Une telle mesure représenterait une rupture majeure de la convention constitutionnelle, sans précédent à l'époque moderne.
En pratique, les mécanismes de mise en jeu de la responsabilité ministérielle ne sont plus utilisés dès lors que le cabinet bénéficie du soutien d’une large et stable majorité pendant toute la durée de la législature. En conséquence, on ne compte guère que deux gouvernements renversés tout au long du XXe siècle (le gouvernement MacDonald en 1924 et le gouvernement Callaghan en 1979).
Le 28 mars 1979, la Chambre a adopté une motion de censure, sur proposition du chef de l'opposition de l'époque, Margaret Thatcher, par 311 voix contre 310. En conséquence, le Premier ministre de l'époque, James Callaghan, a demandé la dissolution du Parlement. À l'issue des élections générales qui ont suivi, le parti conservateur a obtenu une majorité des sièges à la Chambre et Margaret Thatcher a été invitée à former le gouvernement.
Entre 1991 et 2004, six motions de censure ont été déposées : deux motions de censure contre le gouvernement et quatre motions exprimant des critiques contre des ministres. Toutes les six ont été proposées par l'opposition et aucune n'a été acceptée par la Chambre.
Tout se passe comme si le gouvernement assumait la responsabilité de ses actes non plus devant le Parlement, dont la majorité lui est acquise, mais devant le peuple et devant le parti.

## Union européenne

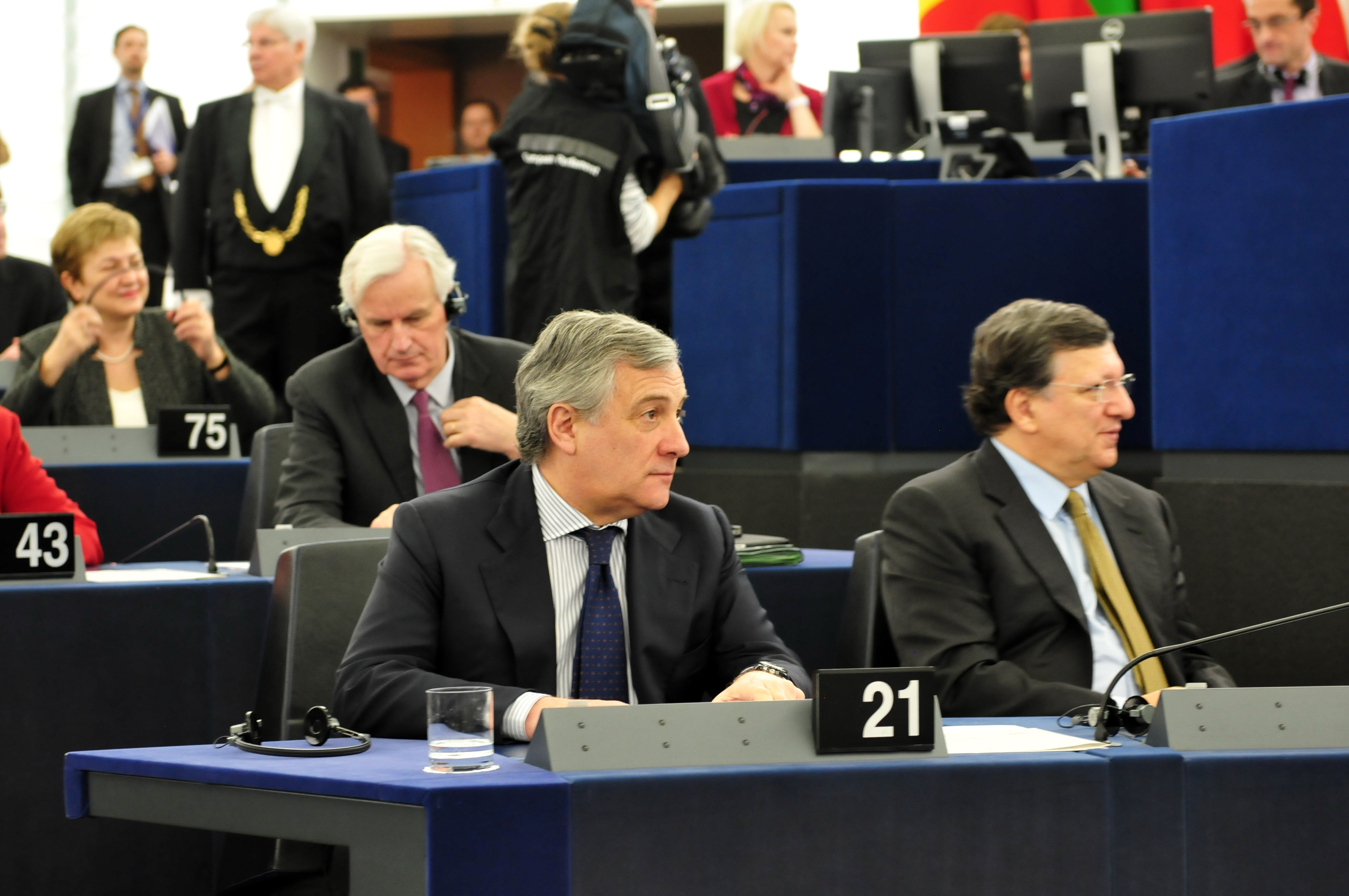
La Commission Barroso II au Parlement européen en 2014.

La Commission, en tant que collège, est responsable devant le Parlement européen. Le Parlement européen peut adopter une motion de censure de la Commission. Si une telle motion est adoptée, les membres de la Commission doivent démissionner collectivement de leurs fonctions et le haut représentant de l'Union pour les affaires étrangères et la politique de sécurité doit démissionner des fonctions qu’il exerce au sein de la Commission.
Le Parlement européen, saisi d’une motion de censure sur la gestion de la Commission, ne peut se prononcer sur cette motion que trois jours au moins après son dépôt et par un scrutin public.
La motion de censure est adoptée si elle obtient la majorité des deux tiers des suffrages exprimés et la majorité des membres qui composent le Parlement européen. Dans ce cas, les membres de la Commission restent en fonction et continuent à expédier les affaires courantes jusqu’à leur remplacement.

## Suisse
Le Conseil fédéral ne peut pas être destitué par l'Assemblée fédérale ; cette dernière ne peut pas non plus voter de motion de censure contre le gouvernement fédéral.

## Rationalisation du parlementarisme
La rationalisation du parlementarisme consiste dans la réglementation précise des mécanismes de collaboration des pouvoirs. Elle se traduit notamment par l’encadrement strict des conditions d’engagement de la responsabilité ministérielle (et de la dissolution), afin d’assurer la pérennité de l’équilibre des pouvoirs et donc de favoriser la stabilité gouvernementale.
Le parlementarisme rationalisé cherche à remédier à ce problème de deux façons : d'une part, dans la rédaction de la Constitution, en renforçant le gouvernement face au Parlement, en rendant son renversement plus difficile ; d'autre part, par le biais du droit électoral, en essayant de favoriser des majorités parlementaires claires et stables, à même de soutenir la politique du gouvernement pendant toute la législature. On parle respectivement de rationalisation technique et politique.[non pertinent]

## Limites
L'efficacité de la motion de censure a souvent été remise en question, notamment parce qu'il est difficile de mobiliser une majorité absolue des parlementaires (comme l'ont montré les peu nombreux exemples français et britanniques[réf. nécessaire]).